# الفترة الزرقاء (مانغا)
الفترة الزرقاء (بالإنجليزية: Blue Period)‏ هي سلسلة مانغا يابانية تم نشرها لأول مرة في يونيو 2017 ومن المقرر عمل أنمي مقتبس من المانغا وسيعرض في أكتوبر 2021.